# Sint-Arnolduskerk

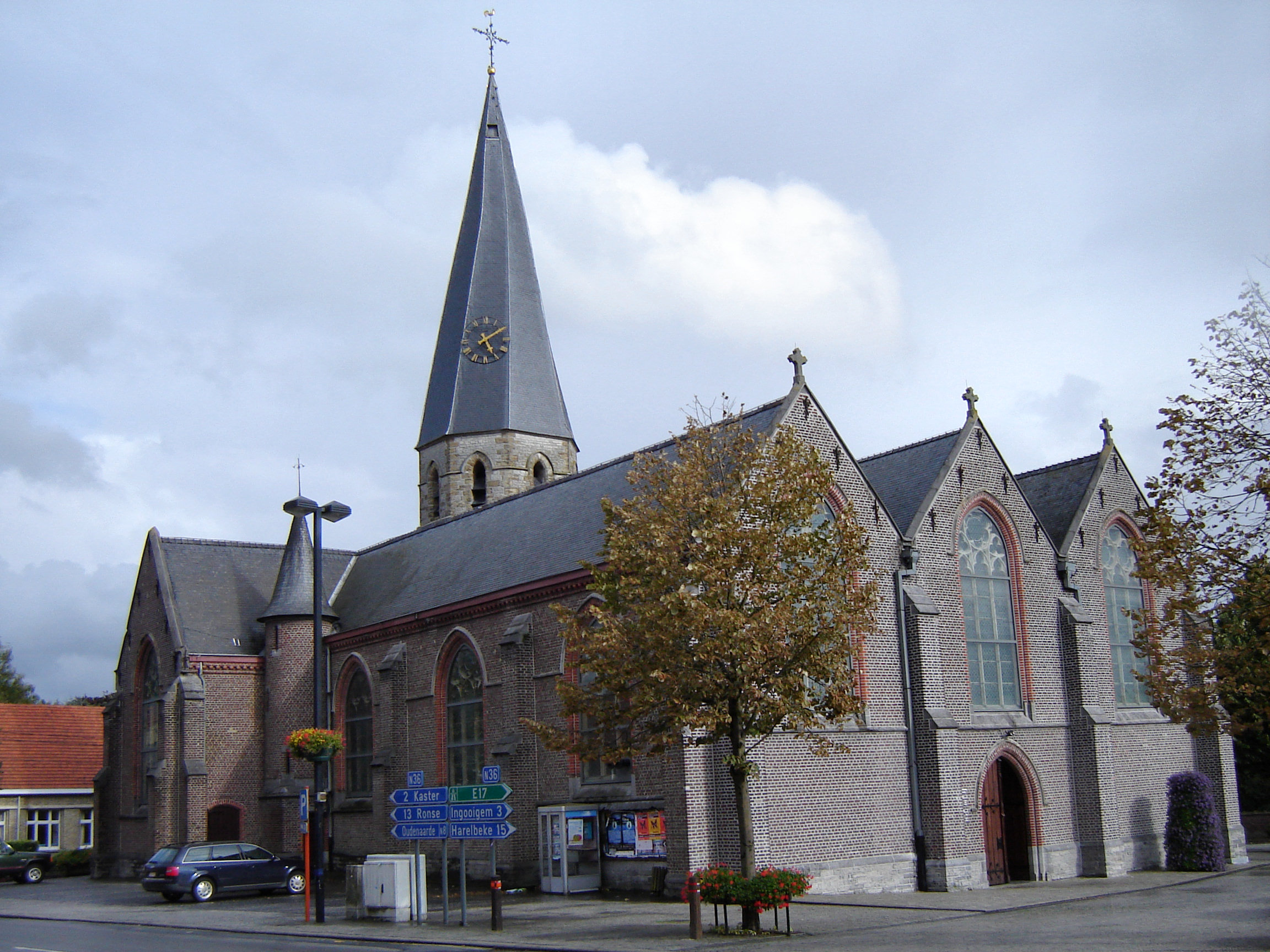
Sint-Arnolduskerk (2008)

De Sint-Arnolduskerk is de parochiekerk van de tot de West-Vlaamse gemeente Anzegem behorende plaats Tiegem, gelegen aan Westdorp 1.

## Geschiedenis
De oudste vermelding van een kerk is uit de 13e eeuw, maar waarschijnlijk was daarvoor al een primitief kerkgebouw aanwezig. In het tweede kwart van de 13e eeuw werd een nieuwe, vroeggotische, kerk gebouwd. Deze had een toren op vierkante plattegrond die in de 16e eeuw waarschijnlijk werd verhoogd. Het patronaatsrecht behoorde toe aan de Sint-Diederiksabdij nabij Reims.
Einde 16e eeuw was de kerk sterk in verval en omstreeks 1600 vonden er herstelwerkzaamheden plaats. Midden 17e eeuw werd een schatkamer gebouwd en 1768 werd een zuidbeuk toegevoegd.
In 1891 werd een plan opgesteld om de kerk in neogotische stijl te vergroten. Architect was Auguste Van Assche. In 1899 werd de vernieuwde kerk ingewijd.
Tijdens de Eerste Wereldoorlog werd de kerk zwaar beschadigd en in 1924 werd hij hersteld. In 1944 werd het koor vernield door het zich terugtrekkende Duitse leger. In de daaropvolgende jaren werd de schade hersteld.

## Gebouw
Het betreft een driebeukige bakstenen hallenkerk met vieringtoren en dwarsschip. De vieringtoren is in Doornikse steen en heeft een achtkante bovenbouw, gedekt door een hoge achtkante spits die enigszins getordeerd is. Het hoofdkoor is driezijdig afgesloten. In de oksel van het transept en de noordelijke zijbeuk bevindt zich een traptorentje op ronde plattegrond.

## Interieur
Het kerkmeubilair is grotendeels neogotisch.

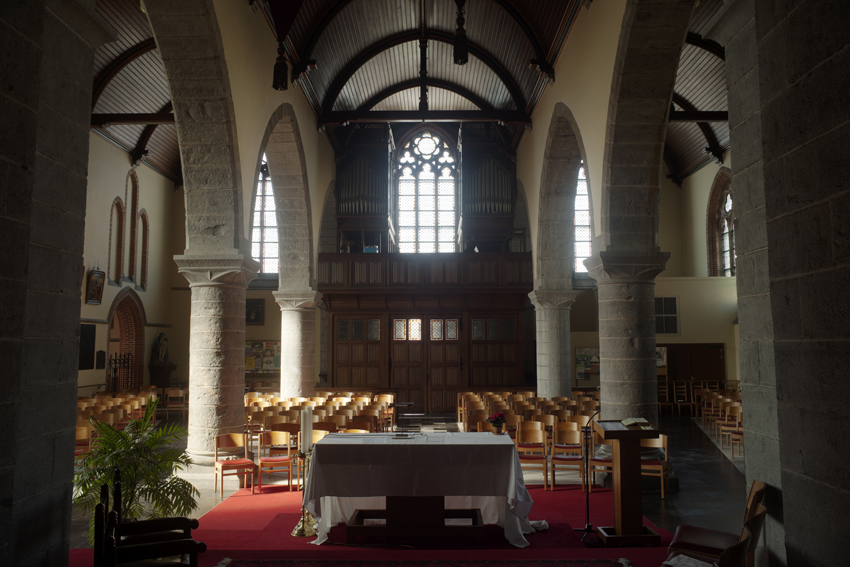
Interieur (2011)
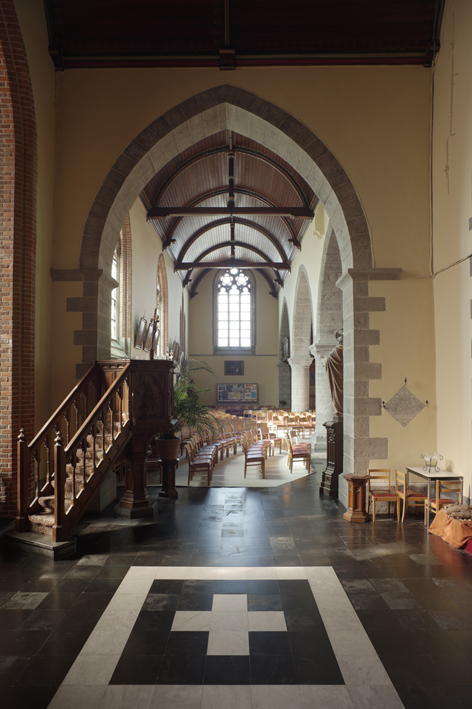
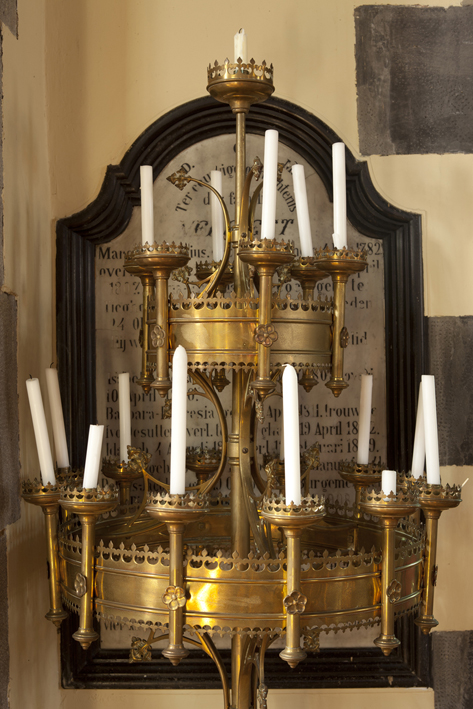
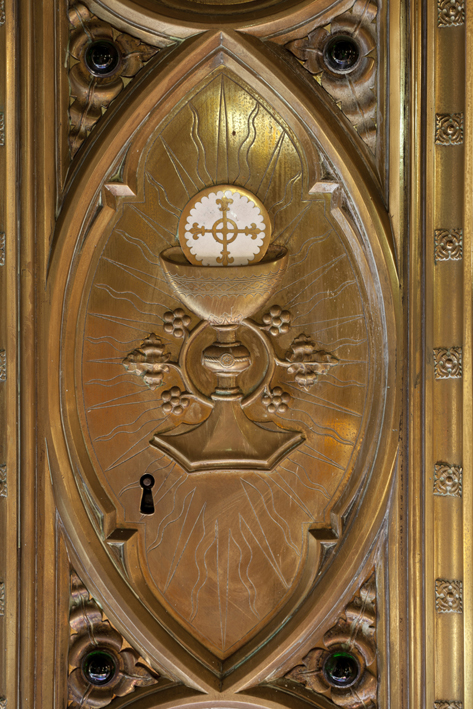
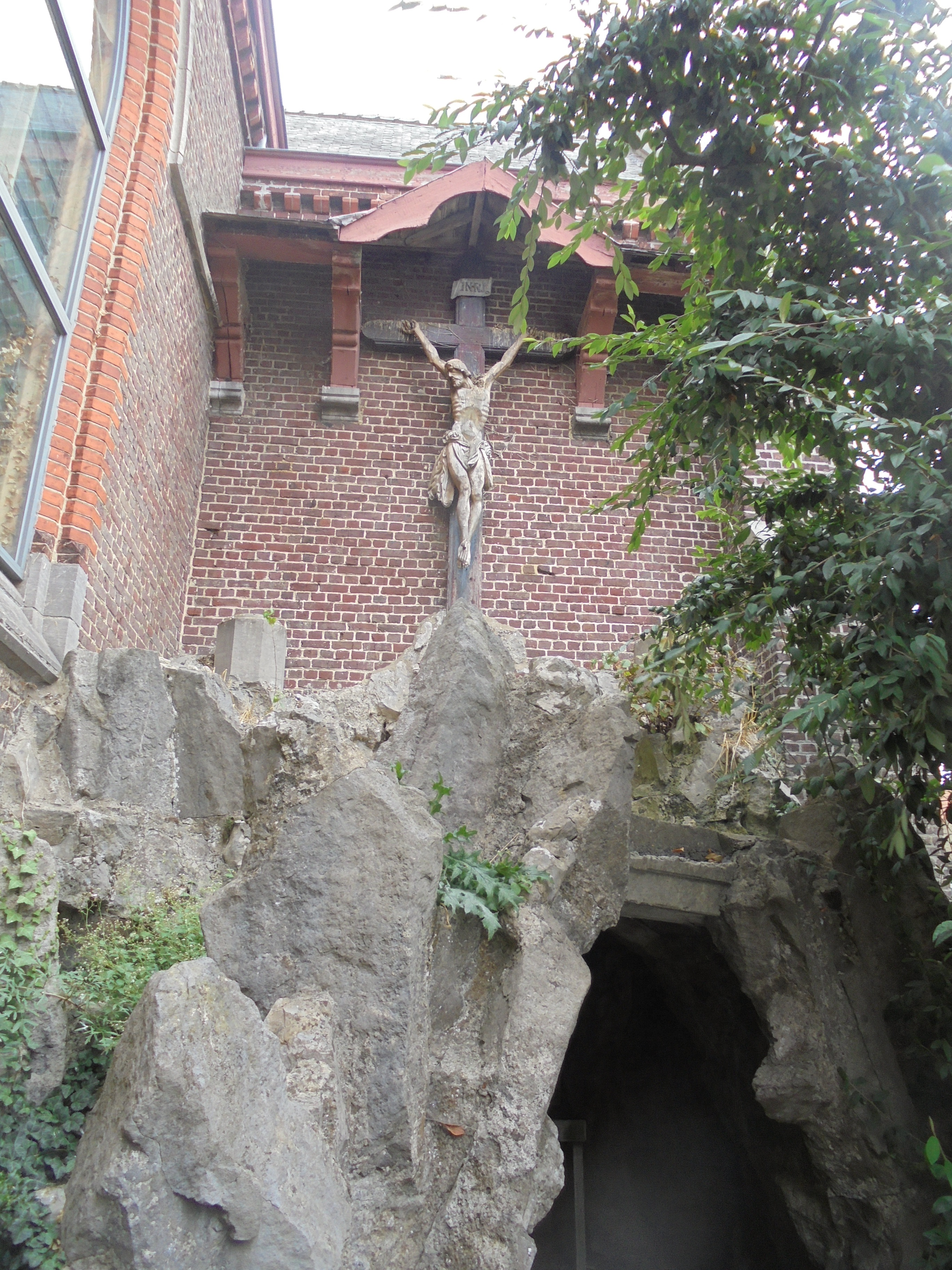
Kruisbeeld